# Bupleurum spinosum
Bupleurum spinosum là một loài thực vật có hoa trong họ Hoa tán. Loài này được Gouan mô tả khoa học đầu tiên năm 1773.

## Hình ảnh

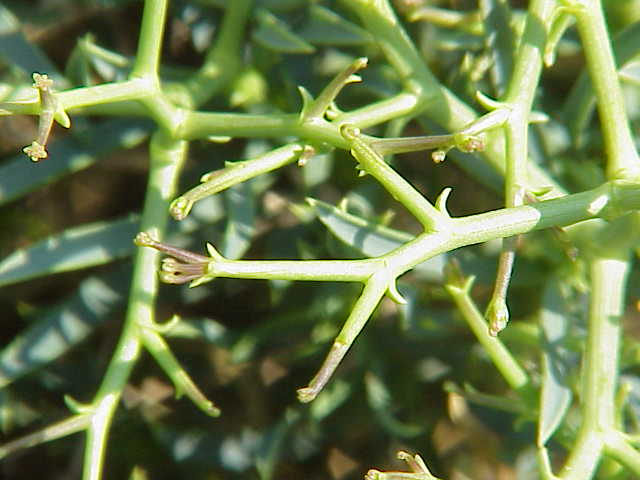
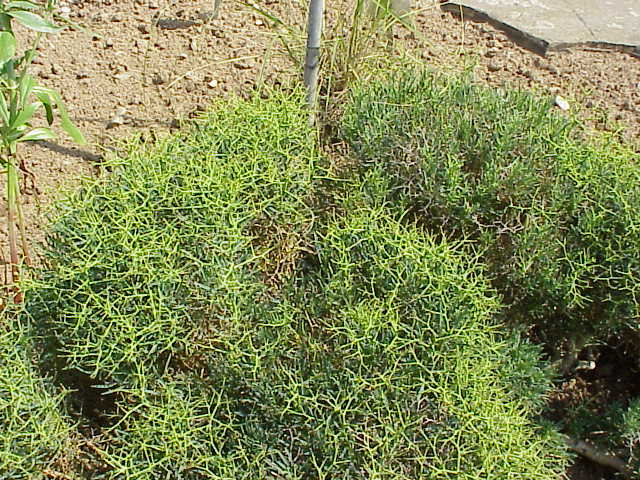
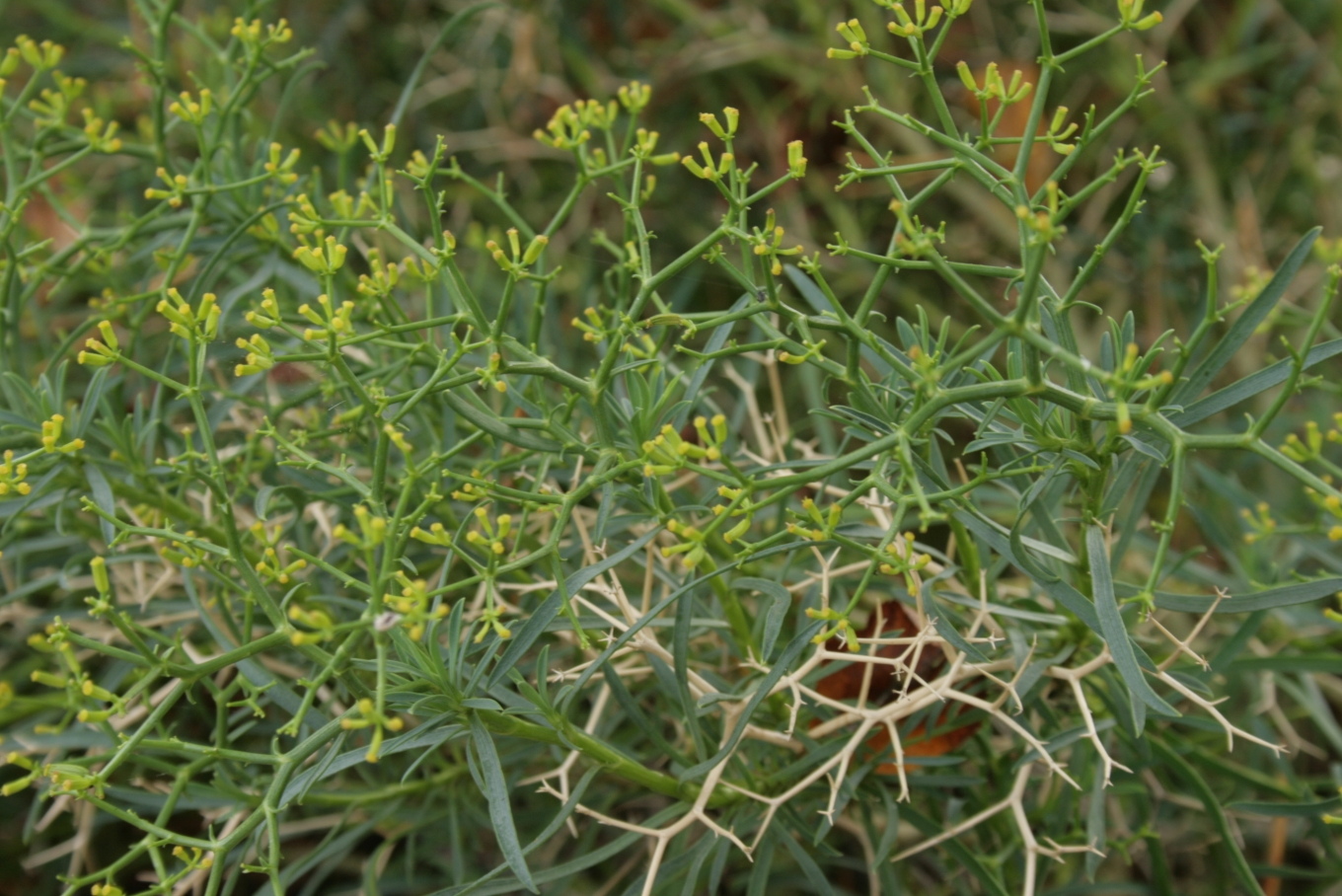
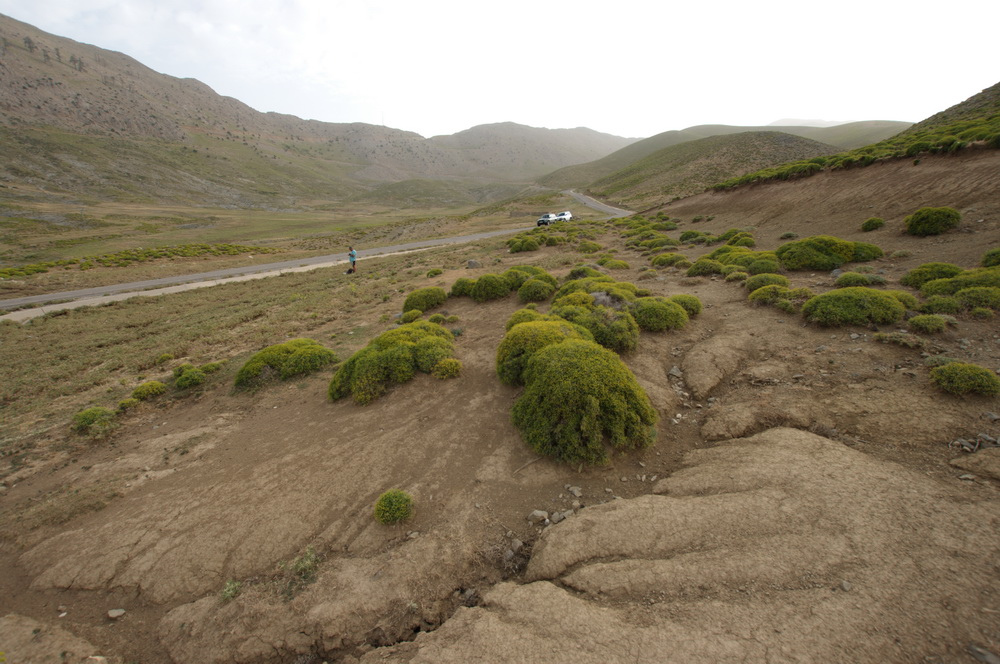